# Cayo Caballones
Cayo Caballones es una isla de la República de Cuba parte del archipiélago de los Jardines de la Reina en el mar Caribe, posee una superficie estimada en 16,5 kilómetros cuadrados y se localiza en las coordenadas geográficas 20°51′42″N 78°59′56″O / 20.86167, -78.99889, al sureste de Cayo Grande, al sur de Cayo Cargado, y al noroeste de Cayo Piedra Chica y Cayo Anclitas. Administrativamente depende de la provincia de Ciego de Ávila.